# Süli András
Süli András (Algyő, 1896. november 30. – Szeged, 1969. október 20.) földműves, festőművész, naiv művész.

## Életútja
Napszámosként dolgozott 18 éves koráig, ezután kosárfonó volt. Már gyermekként is foglalkozott rajzolásssal és festéssel. Műveit túlnyomó részét 1933 és 1938 között készítette. Képeit Bálint Jenő mutatta be 1935 nyarán a budapesti "őstehetségek" boltjában. Süli több művét is elégette algyői házának udvarán, mert nem kapott honoráriumot értük. 1938-ban felhagyott a festéssel. Művei a paraszti és a népi élet eseményeit ábrázolják naiv stílusban. 1969-ben képei aranyérmet kaptak a Pozsonyi Nemzetközi Naiv Kiállításon.

## Egyéni kiállítások
- 1968 • Móra Ferenc Múzeum, Szeged.

## Válogatott csoportos kiállítások
- 1938 • Hollandia
- 1967 • Magyar Naiv Művészeti Kiállítás, Székesfehérvár
- 1972 • XIII. Szegedi Nyári Tárlat, Szeged • XX. Századi Magyar Naiv Művészet, Magyar Nemzeti Galéria, Budapest.